# Starksia
Starksia är ett släkte av fiskar. Starksia ingår i familjen Labrisomidae.

## Dottertaxa tillStarksia, i alfabetisk ordning[1]
- Starksia atlantica
- Starksia brasiliensis
- Starksia cremnobates
- Starksia culebrae
- Starksia elongata
- Starksia fasciata
- Starksia fulva
- Starksia galapagensis
- Starksia grammilaga
- Starksia greenfieldi
- Starksia guadalupae
- Starksia guttata
- Starksia hassi
- Starksia hoesei
- Starksia langi
- Starksia lepicoelia
- Starksia lepidogaster
- Starksia leucovitta
- Starksia melasma
- Starksia multilepis
- Starksia nanodes
- Starksia occidentalis
- Starksia ocellata
- Starksia posthon
- Starksia rava
- Starksia robertsoni
- Starksia sangreyae
- Starksia sella
- Starksia sluiteri
- Starksia smithvanizi
- Starksia spinipenis
- Starksia springeri
- Starksia starcki
- Starksia variabilis
- Starksia weigti
- Starksia williamsi
- Starksia y-lineata